# Bukovská dolina (Niżne Tatry)
Bukovská dolina – dolina w Niżnych Tatrach na Słowacji. Znajduje się w zachodniej (tzw. dziumbierskiej) części Niżnych Tatr, na południowej stronie ich głównego grzbietu. Ma wylot w miejscowości Brusno w powiecie Bańska Bystrzyca.
Nie jest to dolina walna, nie dochodzi bowiem do głównego grzbietu Niżnych Tatr. Górą wcina się między dwa grzbiety szczytu Ondrejská hoľa (1597 m). Tworzą one boczne obramowanie doliny. W orograficznie prawym grzbiecie oddzielającym Dolinę Bukowską od Doliny Sopotnickiej znajdują się szczyty Chabenec (1516 m), Mlynárová (1312 m) i Bukový diel (814 m). W lewym grzbiecie, oddzielającym ją od  Doliny Jaseniańskiej znajdują się kolejno: Ráztocká hoľa (1565 m), Matúšová (1176 m), Kopcová i inne bezimienne wzniesienia.
Dnem doliny spływa potok Bukovec. W środkowej części doliny jest należące do miejscowości Brusno osiedle Pohronský Bukovec. Prowadzi do niego asfaltowa droga, a nią szlak turystyki rowerowej. Od osiedla w górną część doliny prowadzi obok szlaku rowerowego także szlak turystyki pieszej. W górnej części doliny znajduje się pomnik słowackiego powstania narodowego (SNP), a jeszcze wyżej, pod szczytem Matúšovej partyzanckie bunkry.
Bukovská dolina ma kilka niewielkich bocznych odgałęzień, którymi spływają potoki uchodzące do Bukovca. Są to dolinki: Piliarova, Matúšová, Seče (lewoboczne) i Krivé (prawoboczna).

## Szlaki turystyczne
zamknięta pętla: Brusno –  Bukovská dolina – Pohronský Bukovec – Bukovská dolina – Bukový diel –  Brusno
 Pohronský Bukovec – pomnik SNP – przełęcz Nad Kopcovou (skrzyżowanie ze szlakiem niebieskim). Czas przejścia: 2.10 h, ↓1.40 h